# 宋大能
宋大能（1931年1月—2021年8月18日），男，四川富顺人，中国音乐学家，四川音乐学院教授、第二任院长，曾任中国音乐家协会理事。